# Reiser4
Reiser4 est la version 4 du système de fichiers ReiserFS.
Sortie en août 2004, cette version apporte comme nouveautés essentielles :
- des transactions atomiques : une modification est toujours complètement effectuée, ou pas du tout effectuée. Ainsi l'intégrité du système de fichiers est toujours préservée ;
- le « dancing trees », qui permet de gérer des fichiers de taille importante ;
- un système de plugins afin de faciliter l'évolution.

Reiser4 est disponible sous forme de correctif et il est peu probable qu'il soit un jour intégré au noyau Linux sans support d'une grosse société.